# 準備書面
準備書面（じゅんびしょめん）とは、日本の民事訴訟において、口頭弁論での主張の準備のために、自らの攻撃防御方法（自らの申立てを基礎づける主張）並びに相手方の請求及び攻撃防御方法に対する陳述（答弁、認否、反論等）を記載した書面である（民事訴訟法161条）。

## 意義
民事訴訟においては当事者は口頭弁論をすべきことになっており、当事者は口頭で自己の主張をする建前になっている（口頭主義。87条1項）。
しかし、口頭でされる複雑な主張を裁判所や相手方が正確に理解することは困難であるほか、それを記憶しつづけることはさらに難しい（また、第三者の傍聴人がいない場合は、法廷は実質的に密室状態となるため、裁判官も含めての言った言わない問題が発生してしまう。）。また上訴がされた場合、上訴審が当事者の主張を理解するには、もう一度、口頭で当事者の主張をはじめから聞き直す必要があるが、これは訴訟経済に反することになる。
これらの弊害を解決するため、日本の民事訴訟では、「口頭弁論は、書面で準備しなければならない。」（161条1項）と定め、書面主義を大幅に取り入れている。この規定に基づき民事訴訟において提出される書面が準備書面である。
簡易裁判所における審理は簡易・迅速になされる必要があることから、「口頭弁論は、書面で準備することを要しない。」と定められている（276条1項）。
債権者が支払督促を申し立て、その後、債務者から異議申立てがあった場合、通常訴訟へ（請求金額により、140万円を超えない場合は簡易裁判所、140万円を超える場合は地方裁判所）移行するが、この場合、準備書面は、「訴状に代わる準備書面」として、裁判所へ提出することになる。

## 記載内容
- 攻撃防御方法（161条2項1号）
- 相手方の請求及び攻撃防御方法に対する陳述（161条2項2号）

※準備書面で単純否認は許されず、否認の理由記載が要求される(規則79条3項)

## 提出方法
準備書面は相手方に直送するのが原則であり、これと平行して裁判所にも提出しなければならない。準備書面を受け取った相手方は受領書を、準備書面を差出した方へ直送するとともに裁判所にも提出しなくてはならない（規則83条）。
提出時期は相手方がその内容に応答するための準備をする期間を確保できるよう、送らなければならない（規則79条1項）。
訴訟が終結間際になって新しい主張や抗弁を書いた準備書面を提出すると、時機に遅れた攻撃防御方法とみなされ、却下されることがある。しかしながら、それまでの主張や抗弁を整理して分かりやすくまとめたものは「弁論に代わる準備書面」として判決が書きやすくなるものとされ、受け付けられる。

## 準備書面の提出の効果
- 相手方が在廷しない口頭弁論においては、相手方が受領した準備書面に記載した事実のみ主張することができる（161条3項）。準備書面に記載された事項のみが主張されるものと信じて欠席した相手方に対する不意打ちを避ける趣旨である。
- 第1回口頭弁論期日では、期日に出頭しない当事者が準備書面を提出していた場合には、裁判所は準備書面記載事項を陳述したものとみなして（擬制陳述）、相手方に弁論をさせることができる（158条）。第1回口頭弁論期日は被告の意向を反映せずに決定されるため、被告が出頭できないことにやむを得ない理由があることも多い。そこで、第1回口頭弁論期日に出頭できない当事者も準備書面記載事項を口頭で陳述したものと扱って相手方に弁論をさせるのが欠席当事者の訴訟を受ける権利を保障することにつながり、また訴訟経済にも資することとなる。なお、簡易裁判所では続行期日においても準備書面の擬制陳述が認められているが（277条）、これは簡易迅速な審理を実現するために設けられている措置である。

## 準備書面の陳述
- 準備書面は口頭弁論での主張の準備のための書面であるから、準備書面を提出しただけでは、準備書面に記載された内容が当事者によって主張されたと扱うことはできない。当事者が口頭弁論期日において準備書面の内容を陳述すること（あるいは当事者が準備書面を陳述したと裁判所がみなすこと）によってはじめて、準備書面に記載された内容が当事者によって主張されたことになる。とはいえ、時に長大になりうる準備書面を一言一句朗読するのは効率的でないことから、実務的には、法廷において、裁判官から「陳述しますか？」と聞かれ、「（準備書面のとおり）陳述します。」と当事者（訴訟代理人含む。）が述べることで、準備書面記載のとおり陳述されたものとして扱うのが通例である[注釈 4]。
- 弁論準備手続終結後の口頭弁論で当事者が弁論準備手続の結果を陳述することにより（173条）、弁論準備手続中に提出された準備書面に記載された事項も口頭弁論で主張されたものと扱われることとなる。